# Patrick Price
Shaun Patrick Price, dit Pat Price (né le 24 mars 1955 à Nelson, Colombie-Britannique au Canada) est un ancien joueur canadien de hockey sur glace.

## Carrière de joueur
Il est repêché en 1974 par les Blazers de Vancouver de l'Association mondiale de hockey et l'année suivante par les Islanders de New York.
Lorsqu'il devient professionnel, il opte pour les Blazers. Ces derniers lui offrent un contrat de 1,3 million de dollars pour une saison. Il prend ensuite le chemin de New York pour rejoindre les Islanders. Il ne parvient pas à s'imposer et il est envoyé quelque temps dans les ligues mineures avant de revenir avec le club de la LNH.
Il passe ensuite quelques saisons avec les Oilers d'Edmonton et les Penguins de Pittsburgh. Peu de temps après son arrivée chez les Nordiques de Québec, il lui est diagnostiqué un encéphalite virale causant une inflammation du cerveau et pouvant causer la mort. Il s'en sort, il peut continuer à jouer au hockey et termine sa carrière lors de la saison 1987-1988.

## Statistiques
Pour les significations des abréviations, voir Statistiques du hockey sur glace.
| Saison     | Équipe                   | Ligue      |     | Saison régulière | Saison régulière | Saison régulière | Saison régulière | Saison régulière |   | Séries éliminatoires | Séries éliminatoires | Séries éliminatoires | Séries éliminatoires | Séries éliminatoires |
| Saison     | Équipe                   | Ligue      | PJ  | B                | A                | Pts              | Pun              | PJ               | B | A                    | Pts                  | Pun                  |                      |                      |
| 1970-1971  | Blades de Saskatoon      | WCHL       | 66  | 2                | 16               | 18               | 56               | 5                | 0 | 3                    | 3                    | 2                    |                      |                      |
| 1971-1972  | Blades de Saskatoon      | WCHL       | 66  | 10               | 48               | 58               | 85               | 8                | 0 | 3                    | 3                    | 25                   |                      |                      |
| 1972-1973  | Blades de Saskatoon      | WCHL       | 67  | 12               | 56               | 68               | 134              | 16               | 4 | 17                   | 21                   | 24                   |                      |                      |
| 1973-1974  | Blades de Saskatoon      | WCHL       | 67  | 27               | 68               | 95               | 147              | 6                | 3 | 4                    | 7                    | 13                   |                      |                      |
| 1974-1975  | Blazers de Vancouver     | AMH        | 68  | 5                | 29               | 34               | 15               | -                | - | -                    | -                    | -                    |                      |                      |
| 1975-1976  | Texans de Fort Worth     | LCH        | 72  | 6                | 44               | 50               | 119              | -                | - | -                    | -                    | -                    |                      |                      |
| 1975-1976  | Islanders de New York    | LNH        | 4   | 0                | 2                | 2                | 2                | -                | - | -                    | -                    | -                    |                      |                      |
| 1976-1977  | Islanders de New York    | LNH        | 71  | 3                | 22               | 25               | 25               | 10               | 0 | 1                    | 1                    | 2                    |                      |                      |
| 1977-1978  | Americans de Rochester   | LAH        | 5   | 2                | 1                | 3                | 9                | -                | - | -                    | -                    | -                    |                      |                      |
| 1977-1978  | Islanders de New York    | LNH        | 52  | 2                | 10               | 12               | 27               | 5                | 0 | 1                    | 1                    | 2                    |                      |                      |
| 1978-1979  | Islanders de New York    | LNH        | 5   | 3                | 11               | 14               | 50               | 7                | 0 | 1                    | 1                    | 25                   |                      |                      |
| 1979-1980  | Oilers d'Edmonton        | LNH        | 75  | 11               | 21               | 32               | 134              | 3                | 0 | 0                    | 0                    | 11                   |                      |                      |
| 1980-1981  | Oilers d'Edmonton        | LNH        | 58  | 8                | 24               | 32               | 193              | -                | - | -                    | -                    | -                    |                      |                      |
| 1980-1981  | Penguins de Pittsburgh   | LNH        | 13  | 0                | 10               | 10               | 33               | 5                | 1 | 1                    | 2                    | 21                   |                      |                      |
| 1981-1982  | Penguins de Pittsburgh   | LNH        | 77  | 7                | 31               | 38               | 322              | 5                | 0 | 0                    | 0                    | 28                   |                      |                      |
| 1982-1983  | Penguins de Pittsburgh   | LNH        | 38  | 1                | 11               | 12               | 104              | -                | - | -                    | -                    | -                    |                      |                      |
| 1982-1983  | Nordiques de Québec      | LNH        | 14  | 1                | 2                | 3                | 28               | 4                | 0 | 0                    | 0                    | 14                   |                      |                      |
| 1983-1984  | Nordiques de Québec      | LNH        | 72  | 3                | 25               | 28               | 188              | 9                | 1 | 0                    | 1                    | 10                   |                      |                      |
| 1984-1985  | Nordiques de Québec      | LNH        | 68  | 1                | 26               | 27               | 118              | 17               | 0 | 4                    | 4                    | 51                   |                      |                      |
| 1985-1986  | Nordiques de Québec      | LNH        | 54  | 3                | 13               | 16               | 82               | 3                | 0 | 1                    | 1                    | 4                    |                      |                      |
| 1986-1987  | Express de Fredericton   | LAH        | 7   | 0                | 0                | 0                | 14               | -                | - | -                    | -                    | -                    |                      |                      |
| 1986-1987  | Nordiques de Québec      | LNH        | 47  | 0                | 6                | 6                | 81               | -                | - | -                    | -                    | -                    |                      |                      |
| 1986-1987  | Rangers de New York      | LNH        | 13  | 0                | 2                | 2                | 49               | 6                | 0 | 1                    | 1                    | 27                   |                      |                      |
| 1987-1988  | Wings de Kalamazoo       | LIH        | 2   | 1                | 1                | 2                | 15               | -                | - | -                    | -                    | -                    |                      |                      |
| 1987-1988  | North Stars du Minnesota | LNH        | 14  | 0                | 2                | 2                | 20               | -                | - | -                    | -                    | -                    |                      |                      |
| Totaux AMH | Totaux AMH               | Totaux AMH | 68  | 5                | 29               | 34               | 15               | -                | - | -                    | -                    | -                    |                      |                      |
| Totaux LNH | Totaux LNH               | Totaux LNH | 726 | 43               | 218              | 261              | 1456             | 74               | 2 | 10                   | 12                   | 195                  |                      |                      |

## Trophées et honneurs personnels
- 1974 : vainqueur du Trophée Bill Hunter Memorial remis au meilleur défenseur de la ligue de la Ligue de hockey de l'Ouest.

## Transactions en carrière
- 13 juin 1979 : réclamé par les Oilers d'Edmonton des Islanders de New York lors du Repêchage d'expansion de la LNH de 1979.
- 10 mars 1981 : échangé aux Penguins de Pittsburgh par les Oilers d'Edmonton en retour de Pat Hughes.
- 31 décembre 1982 : réclamé au ballotage par les Nordiques de Québec des Penguins de Pittsburgh.
- 5 mars 1987 : échangé aux Rangers de New York par les Nordiques de Québec en retour de Lane Lambert.
- 8 septembre 1987 : échangé aux North Stars du Minnesota par les Rangers de New York en retour de Willi Plett.